# Khayran as-Saqlabí
Khayran as-Saqlabí (àrab: خيران الصقلبي, Ḫayrān aṣ-Ṣaqlabī) o Khayran al-Amirí (àrab: خيران العامري, Ḫayrān al-ʿĀmirī) fou un mawla eslau (saqlabí) dels amírides que va governar a Almeria del 1014 al 1028.
Davant la descomposició del poder del califat de Còrdova, el governador Khayran as-Saqlabí (l'Eslau) al-Fatah es va fer independent virtualment el 1012 però sense declarar-se sobirà; en el context de la fitna, i les lluites entre els amazics i els eslaus, Khayran as-Saqlabí, es va apoderar de Múrcia el juliol de 1013; durant el saqueig amazic de Còrdova el 1014 es va suposar que Khayran havia mort a la lluita però va poder tornar ferit a Almeria; allí havia assolit el poder l'eslau Atlah, però Khayran va reagrupar als seus (especialment de Múrcia) i va assetjar les muralles durant 20 dies fins que va ocupar la medina i finalment la ciutadella (al-qasaba).
Per reforçar el seu poder, el 1014 va donar suport a la figura fantasma del califa Hixam II (l'autèntic califa havia estat assassinat) i es va proclamar emir d'Almeria (incloent-hi Múrcia). Khayran va tenir capital a Almeria deixant com a governador en Múrcia un altre eslau, el seu company Abu-l-Qàssim Zuhayr. Múrcia es va constituir així com una subtaifa o un emirat dependent del d'Almeria.
L'1 de juliol de 1016 el seu partit (que tenia el suport dels hammudites d'Algesires i de la branca de Ceuta, Tànger i Arzila) va ocupar Còrdova i després d'una fingida recerca d'Hixam II, fou proclamat califa Alí ibn Hammud an-Nàssir de Ceuta i Tànger; el nou califa el va reconèixer com emir d'Almeria.
La política cordovesa favorable als amazics no va satisfer ni el poble ni el partit eslau. A Còrdova les manifestacions donaven suport a Abd-ar-Rahman, un príncep omeia, i Alí fou assassinat (1017) per instigació del fata esclavó Khayran i de l'emir al-Mundhir de Saragossa, amb el suport de tot el partit eslau (esclavó); però el partit al govern va aconseguir imposar com successor al seu germà al-Qàssim ibn Hammud, que ara era emir d'Algesires, Sevilla i Màlaga. A finals del 1018 els esclavons van portar al tron com a califa a Abd-ar-Rahman IV que era a València; la junta de notables de Còrdova li va donar suport i el saragossà al-Múndir va assolir el govern interí de la ciutat. Al-Qàssim ibn Hammud va fugir a Jaén. Abd-ar-Rahman va entrar a Còrdova i fou reconegut a Saragossa, Almeria, Múrcia, Dénia (incloent-hi les Balears) i València (inclosa Tortosa), és a dir arreu menys a Granada.
Khayran d'Almeria i al-Mundhir esperaven governar en nom seu, però el nou califa no es deixava manar. Llavors l'almerienc va decidir que el trairia i formaria altre cop aliança amb al-Qàssim ibn Hammud i el sanhadja Zawi ibn Ziri de Granada (que donava suport a al-Qàssim). Al-Múndir va donar també suport a la traïció. El califa, de camí cap a Còrdova, va decidir atacar Granada però fou derrotat i es va refugiar a Guadix. Traït pels seus fou assassinat molt poc després (1018). Al-Qàssim va entrar a Còrdova novament.
Khayran va conquerir Cartagena vers el 1020, arribant fins a la regió d'Alacant. El 1021 va donar suport a Yahya I ibn Alí, el fill d'Alí, que l'havia succeït en els dominis africans i va desembarcar el 1021 a la península, a Màlaga. Al-Qàssim va fugir i es va refugiar a Sevilla i Yahya va entrar a Còrdova i es va proclamar califa (5 d'agost del 1021) i va traslladar la capital a Màlaga on el partit amazic era més fort. El 1021 l'emir de Dénia Mujàhid va ocupar Elx, Oriola i Alacant que pertanyien a Khayran.
Khayran va morir el juliol de 1028 i el va succeir un altre oficial eslau, Abu-l-Qàssim Zuhayr.